# Cannonau di Sardegna

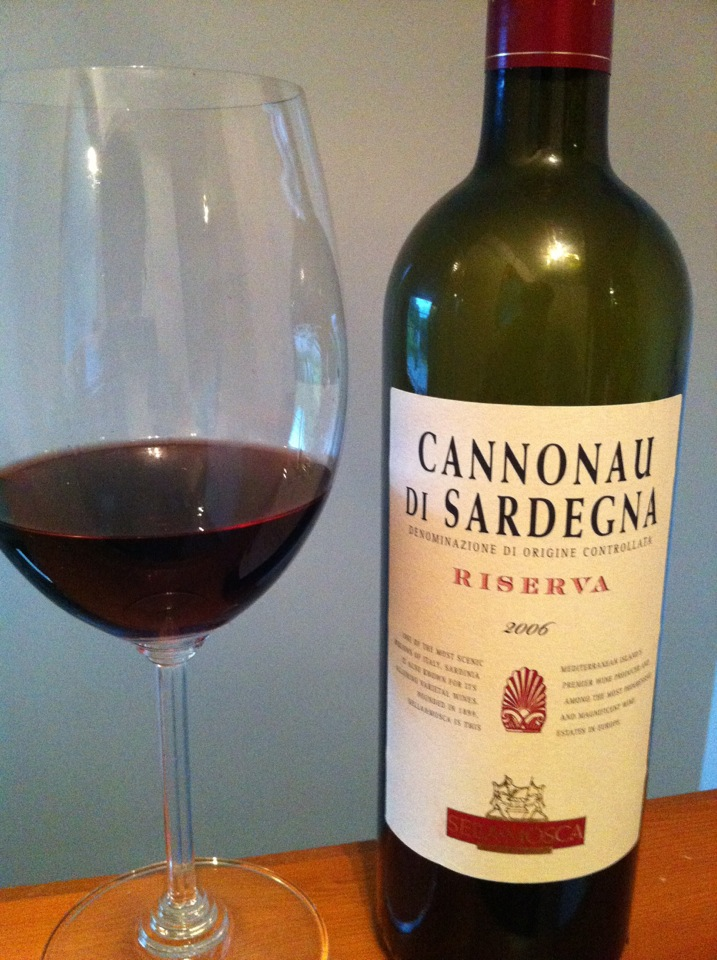
Italienischer Wein aus der Rebsorte Cannonau (Grenache) auf Sardinien

Unter der Bezeichnung Cannonau di Sardegna DOC werden Rosé- und Rotweine sowie ein Likörwein auf der gesamten italienischen Insel Sardinien erzeugt. Die Weine besitzen seit 1972 eine „kontrollierte Herkunftsbezeichnung“ (Denominazione di origine controllata – DOC), die zuletzt am 7. März 2014 aktualisiert wurde.

## Anbau
Die Trauben für die Herstellung von Weinen mit der geschützten Herkunftsbezeichnung „Cannonau“ müssen in der Region Sardinien angebaut werden. Für Weine mit dem Zusatz „Classico“ müssen die Trauben in den Provinzen Nuoro und Ogliastra angebaut werden. Es existieren drei Unterzonen (sottozone), die genau beschrieben werden: „Oliena“, „Capo Ferrato“ und „Jerzu“.

## Erzeugung
Die Weine müssen zu mindestens 85 % aus der Rebsorte Cannonau (die regionale Bezeichnung für die Rebsorte Grenache) bestehen. Höchstens 15 % andere rote Rebsorten, die für den Anbau in der Region Sardinien zugelassen sind, dürfen zugesetzt werden. Weine mit dem Zusatz „Classico“ müssen zu mindestens 90 % aus Cannonau bestehen.
Im Jahr 2018 wurden von 1.789 Hektar Rebfläche 60.287 Hektoliter DOC-Wein erzeugt.

## Beschreibung
Laut Denomination (Auszug):

### Cannonau di Sardegna Rosso
- Farbe: mehr oder weniger intensiv rubinrot
- Geruch: angenehm, charakteristisch
- Geschmack: fruchtig, charakteristisch
- Alkoholgehalt: mindestens 12,5 Vol.-%, für „Riserva“ mind. 13,0 %
- Säuregehalt: mind. 4,5 g/l
- Trockenextrakt: mind. 22,0 g/l, für „Riserva“ mind. 24,0 g/l

### Cannonau di Sardegna Rosato
- Farbe: mehr oder weniger intensiv rosa
- Geruch: angenehm, charakteristisch
- Geschmack: fruchtig, charakteristisch
- Alkoholgehalt: mindestens 12,5 Vol.-%
- Säuregehalt: mind. 4,5 g/l
- Trockenextrakt: mind. 18,0 g/l